# Culicoides taonanensis
Culicoides taonanensis är en tvåvingeart som beskrevs av Ren, Wang och Liu 2006. Culicoides taonanensis ingår i släktet Culicoides och familjen svidknott. Inga underarter finns listade i Catalogue of Life.